# Тигран VI
Тигран VI, также известный под римским именем Гай Юлий Тигран (греч: Γαίος Ιούλιος Τιγράνης, до 25 года н. э. — после 68 года н. э.), занимал высокую должность при Иродиадах, служа римскому клиенту — царю Армении — в первом веке нашей эры.

## Предки
Его дед Александр был иудейским царевичем и сыном Ирода Великого и Мариамны. Бабушка Глафира была каппадокийской принцессой, дочерью царя Архелая.

## Имя
Имя Тиграна является отражением его армянского и эллиновского (Греческого) происхождения. Оно было самым распространенным среди царей династии Арташесидов и входило в число древних имен армянских Царей. Согласно Иосифу Флавию, его предками являлись цари Армении. Подобно своему отцу и дяде по отцовской линии, Тигран был отступником от иудаизма. Однако маловероятно, что он стремился оказывать влияние на иудейскую политику.

## Биография
Он был сыном Александра и неизвестной жены. Его мать была знатной женщиной, жившей во времена Августа и Тиберия. Он был тезкой своего дяди по отцу, который был царем Армении при Августе.
О жизни Тиграна мало что до того, как он стал царем Армении. Он вырос в Риме, женился на Опгалли, фригийской женщине из центральной Анатолии. Они имели двоих детей. В 58 году Тигран был коронован царем Армении римским императором Нероном. Тигран вторгся в Адиабену и был свергнут парфянами. Нерон планировал восстановить его на троне, но план распался из-за войны. Дальнейшая судьба Тиграна неизвестна.